# 白馬鎮 (浦江県)
白馬鎮（はくばちん）とは、浙江省金華市浦江県にある鎮である。

## 地理
59.40平方キロメートルで耕地面積約3.37平方キロメートル。30の村があり人口は約3万人。

## 産業
2005年の全鎮の工業・農業の総生産は12億2000万元、財政収入は662万元、農民の一人当たりの収入は3382元であった。人口増加率は約3％。

## 村
- 五豊村、利豊村、永豊村、高一村、中江村、虬樹坪村、旌塢村、嵩渓村、竜渓村、塘里村、宝英村、清塘村、里傅村、梧桐村、聯豊村、樟厳村、塘角村、柴塢村、浦東村、長地村、柳宅村、劉店村、夏張村、祝宅村、霞岩村、新何村、豪墅村、蘭塘村、石渠口村、厳店村

## 特産
- ぶどう
- さくらんぼ